# Mistrzostwa Świata w Skokach na Trampolinie 1966
Mistrzostwa świata w skokach na trampolinie 1966 odbyły się w amerykańskim mieście Tulsa, w stanie Oklahoma w dniach 29–30 kwietnia.

## Mężczyźni

### Trampolina indywidualnie
| Medal | Państwo           | Gimnastyk         | Pkt.  |
| ----- | ----------------- | ----------------- | ----- |
|       | Stany Zjednoczone | Wayne Miller      | 46.70 |
|       | Południowa Afryka | Spenser Wiggins   | 43.80 |
|       | Niemcy            | Michael Budenburg | 43.70 |

### Trampolina synchronizacyjnie
| Medal | Państwo           | Gimnastycy                       | Pkt   |
| ----- | ----------------- | -------------------------------- | ----- |
|       | Stany Zjednoczone | David Jacobs Wayne Miller        | 15.10 |
|       | Południowa Afryka | Ian McNaughton Spenser Wiggins   | 13.45 |
|       | Niemcy            | Dieter Schultz Michael Budenburg | 12.75 |

### Tumbling indywidualnie
| Medal | Państwo           | Gimnastyk          | Pkt  |
| ----- | ----------------- | ------------------ | ---- |
|       | Stany Zjednoczone | Frank Fortier      | 8.55 |
|       | Stany Zjednoczone | David Jacobs       | 8.40 |
|       | Stany Zjednoczone | Richards Wadsworth | 7.85 |

## Kobiety

### Trampolina indywidualnie
| Medal | Państwo           | Gimnastyczka | Pkt   |
| ----- | ----------------- | ------------ | ----- |
|       | Stany Zjednoczone | Judy Wills   | 43.15 |
|       | Stany Zjednoczone | Nancy Smith  | 42.10 |
|       | Południowa Afryka | Sue Warns    | 39.65 |

### Trampolina synchronizacyjnie
| Medal | Państwo           | Gimnastyczki               | Pkt   |
| ----- | ----------------- | -------------------------- | ----- |
|       | Stany Zjednoczone | Nancy Smith Judy Wills     | 14.90 |
|       | Niemcy            | Maria Jarosch Helga Flohl  | 13.05 |
|       | Południowa Afryka | Chariott Parietz Sue Warns | 12.4  |

### Tumbling indywidualnie
| Medal | Państwo           | Gimnastyczka    | Pkt  |
| ----- | ----------------- | --------------- | ---- |
|       | Stany Zjednoczone | Judy Wills      | 8.85 |
|       | Stany Zjednoczone | Donna Schaenzer | 8.45 |
|       | Południowa Afryka | Susan McDowell  | 7.60 |